# Milan-San Remo 2016
La 107e édition de Milan-San Remo a eu lieu le 19 mars 2016. C'est la quatrième épreuve de l'UCI World Tour 2016 et en est la première course d'un jour. C'est également le premier des cinq monuments cyclistes de la saison.
L'épreuve a été remportée lors d'un sprint massif par le Français Arnaud Démare (FDJ) qui s'impose devant le Britannique Ben Swift (Sky) et le Belge Jürgen Roelandts (Lotto-Soudal).

## Présentation

### Parcours
La longueur du parcours est fixée à 291 km. Généralement considéré comme une classique pour sprinteurs, la course commence de la Via della Chiesa Rossa à Milan et se termine sur la Via Roma de San Remo. La dernière partie de la course comprend les ascensions de la Cipressa et du Poggio, qui habituellement sont décisives pour le résultat de la course.
À mi-parcours, les coureurs doivent également franchir la montée de 35 km du Passo del Turchino, même si elle n'est pas considérée comme un point clé dans la course. Après le Turchino, l'itinéraire suit la route Aurelia le long de la côte de Gênes jusqu'à l'arrivée à San Remo. Avec encore un peu plus de 50 km restant à parcourir, les première ascensions côtières sont le Capo Mele, le Capo Cervo puis le Capo Berta, avant de rencontrer les deux dernières ascensions menant à l'arrivée.
Un glissement de terrain le matin de la course après 130 km oblige un léger changement de parcours, les coureurs prenant alors un détour le long de l'autoroute A10, en entrant dans Genova Voltri pour sortir à Arenzano et rejoindre le parcours original à ce moment-là. Le parcours est alors rallongé pour atteindre un total supérieur à 293 km de course,.

### Équipes
En tant qu'épreuve World Tour, les dix-huit WorldTeams participent à la course. L'organisateur RCS Sport a communiqué la liste des cinq équipes invitées le 18 janvier 2016.
Vingt-cinq équipes participent à ce Milan-San Remo - dix-huit WorldTeams et sept équipes continentales professionnelles :
| UCI WorldTeams   | UCI WorldTeams | UCI WorldTeams |
| Nom de l'équipe  | Pays           | Code           |
| ---------------- | -------------- | -------------- |
| AG2R La Mondiale | France         | ALM            |
| Astana           | Kazakhstan     | AST            |
| BMC Racing       | États-Unis     | BMC            |
| Cannondale       | États-Unis     | CPT            |
| Dimension Data   | Afrique du Sud | DDD            |
| Etixx-Quick Step | Belgique       | EQS            |
| FDJ              | France         | FDJ            |
| Giant-Alpecin    | Allemagne      | TGA            |
| IAM              | Suisse         | IAM            |
| Katusha          | Russie         | KAT            |
| Lampre-Merida    | Italie         | LAM            |
| Lotto NL-Jumbo   | Pays-Bas       | TLJ            |
| Lotto-Soudal     | Belgique       | LTS            |
| Movistar         | Espagne        | MOV            |
| Orica-GreenEDGE  | Australie      | OGE            |
| Sky              | Royaume-Uni    | SKY            |
| Tinkoff          | Russie         | TNK            |
| Trek-Segafredo   | États-Unis     | TFS            |

| Équipes continentales professionnelles | Équipes continentales professionnelles | Équipes continentales professionnelles |
| Nom de l'équipe                        | Pays                                   | Code                                   |
| -------------------------------------- | -------------------------------------- | -------------------------------------- |
| Androni Giocattoli-Sidermec            | Italie                                 | AND                                    |
| Bardiani CSF                           | Italie                                 | BAR                                    |
| Bora-Argon 18                          | Allemagne                              | BOA                                    |
| CCC Sprandi Polkowice                  | Pologne                                | CCC                                    |
| Cofidis                                | France                                 | COF                                    |
| Novo Nordisk                           | États-Unis                             | TNN                                    |
| Southeast-Venezuela                    | Italie                                 | STH                                    |

### Favoris

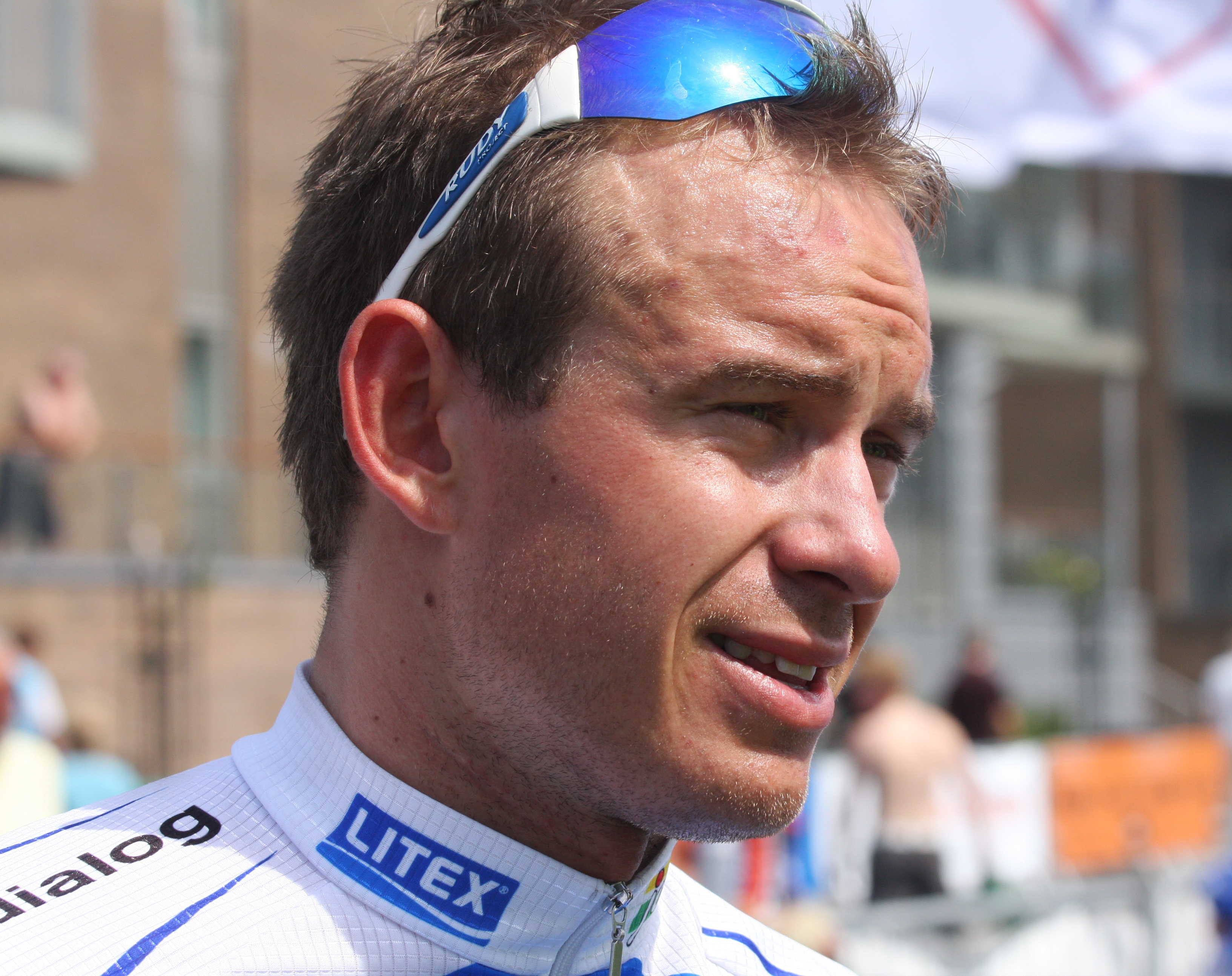
Alexander Kristoff, ici en 2009, est considéré comme l'un des favoris.

Le tenant du titre, l'Allemand John Degenkolb (Giant-Alpecin), n'est pas présent au départ de la course, en raison des blessures subies lors d'un accident durant un camp d'entraînement en début de saison en Espagne,,. En son absence, le vainqueur de l'édition 2014, le Norvégien Alexander Kristoff (Katusha) est pressenti comme le principal favori pour la victoire. Le Suisse Fabian Cancellara (Trek-Segafredo), vainqueur en 2008 est l'un des autres favoris pour ce qui est sa dernière apparition sur la course. Il compte déjà trois victoires en 2016 dont les Strade Bianche. Le Slovaque, champion du monde Peter Sagan (Tinkoff) est en bonne forme après sa récente deuxième place pour moins d'une seconde lors du dernier Tirreno-Adriatico, même s'il lui manque encore une victoire en 2016. Il porte le dossard numéro un en l'absence de John Degenkolb.
Deux autres coureurs se présent à Milan-San Remo avec de la confiance, à la suite de succès sur le World Tour, à savoir l'Australien Michael Matthews (Orica-GreenEDGE), qui a remporté deux étapes sur Paris-Nice une semaine plus tôt, tandis que le Belge Greg Van Avermaet (BMC Racing) a remporté une étape et le classement général sur Tirreno-Adriatico. Les autres prétendants à la victoire sont l'Espagnol Alejandro Valverde (Movistar), les Italiens Niccolò Bonifazio (Trek-Segafredo) et Sacha Modolo (Lampre-Merida), les Britanniques Ben Swift et Geraint Thomas (Sky), les Français Nacer Bouhanni (Cofidis), Tony Gallopin (Lotto-Soudal) et Arnaud Démare (FDJ), le Tchèque Zdeněk Štybar (Etixx-Quick Step) et le Norvégien Edvald Boasson Hagen (Dimension Data).
Le Britannique, lauréat de l'édition 2009, Mark Cavendish (Dimension Data) fait également partie des outsiders. L'équipe kazakhe Astana est emmenée par son leader l'Italien Vincenzo Nibali, qui participe à la course pour la dixième fois de sa carrière. Un autre coureur est considéré comme un possible prétendant, le Néerlandais Tom Dumoulin (Giant-Alpecin), est forfait de la course en raison d'une grippe, tout comme le sprinteur allemand André Greipel (Lotto-Soudal), blessé après une chute au Portugal.

## Récit de la course
Après que la course soit partie de Milan, l'échappée matinale est formée après 14 km de course. On retrouve les Italiens Mirco Maestri (Bardiani CSF), Matteo Bono (Lampre-Merida), Andrea Peron (Novo Nordisk), Samuele Conti (Southeast-Venezuela) et Marco Coledan (Trek-Segafredo), le Lituanien Gediminas Bagdonas (AG2R La Mondiale), le Roumain Serghei Tvetcov (Androni Giocattoli-Sidermec), le Tchèque Jan Bárta (Bora-Argon 18), le Polonais Adrian Kurek (CCC Sprandi Polkowice), l'Allemand Roger Kluge (IAM) et le Néerlandais Maarten Tjallingii (Lotto NL-Jumbo). Le groupe obtient une avance maximale sur le peloton de dix minutes et 35 secondes après 50 km. Après cela, les formations russe Tinkoff et australienne Orica-GreenEDGE commencent à dicter un tempo plus élevé dans le peloton et l'avance est réduite à cinq minutes au sommet du Passo del Turchino.
Le groupe de tête se présente sur la première montée en bord de mer, le Capo Mele, avec un nouvel écart de deux minutes et 18 secondes. Pendant ce temps, les premières chutes se produisent dans le peloton, avec le Belge Julien Vermote (Etixx-Quick Step) et l'Italien Federico Zurlo (Lampre-Merida) comme premières victimes. Au Capo Berta, le groupe de tête possède environ une minute d'avance, tandis que l'Autrichien Marco Haller (Katusha) chute lors de la descente. Un autre accident survient un peu plus tard avec l'Australien Michael Matthews (Orica-GreenEDGE) et le Britannique Peter Kennaugh (Sky) qui sont les principaux coureurs touchés. Mais les deux parviennent à revenir dans le peloton malgré le rythme élevé à l'avant.
Le groupe échappée est repris à 25 km de l'arrivée. Lors de la montée de la Cipressa, l'Italien Giovanni Visconti (Movistar) et le Britannique Ian Stannard (Sky) attaquent et sont rejoints par Matteo Montaguti (AG2R La Mondiale), Daniel Oss (BMC Racing) et Fabio Sabatini (Etixx-Quick Step), trois autres Italiens, lors de la descente. Le Français Arnaud Démare (FDJ) chute lors de la montée, mais parvient à rejoindre la queue du peloton en bas du Poggio. L'équipe russe Katusha mène le groupe jusqu'au sommet de la montée finale, mais le Polonais Michał Kwiatkowski (Sky) s'échappe à 6 km de l'arrivée. L'Italien Vincenzo Nibali (Astana) le poursuit lors de la descente et le groupe des favoris est à nouveau regroupé près de l'arrivée. Le Suisse Fabian Cancellara (Trek-Segafredo) attaque à son tour, pris en chasse par l'Italien Matteo Trentin (Etixx-Quick Step). À 1 km du but, le Norvégien Edvald Boasson Hagen (Dimension Data) lance une dernière attaque avec le Belge Greg Van Avermaet (BMC Racing) collé à sa roue, mais sans succès, le groupe se rapproche de l'arrivée ensemble. Peu de temps avant la ligne, une touche de roues conduit à la chute du Colombien Fernando Gaviria (Etixx-Quick Step), qui gêne plusieurs coureurs qui perdent leur élan, notamment le Slovaque Peter Sagan (Tinkoff). Dans le sprint final, lancé par le Belge Jürgen Roelandts (Lotto-Soudal), Arnaud Démare est le plus rapide et remporte son premier monument cycliste, devant le Britannique Ben Swift (Sky) et Jürgen Roelandts. Un autre Français Nacer Bouhanni (Cofidis), présent dans le final de la course est gêné par un saut de chaîne mais termine quatrième. Arnaud Démare est le premier Français à remporter Milan-San Remo depuis Laurent Jalabert en 1995, et le premier de son pays à s'adjuger un monument cycliste depuis la victoire de ce même Laurent Jalabert lors du Tour de Lombardie 1997,,.

## Classements

### Classement final
| Classement final | Classement final   | Classement final | Classement final    | Classement final   |
|                  | Coureur            | Pays             | Équipe              | Temps              |
| ---------------- | ------------------ | ---------------- | ------------------- | ------------------ |
| 1er              | Arnaud Démare      | France           | FDJ                 | en 6 h 54 min 45 s |
| 2e               | Ben Swift          | Royaume-Uni      | Sky                 | m.t                |
| 3e               | Jürgen Roelandts   | Belgique         | Lotto-Soudal        | m.t                |
| 4e               | Nacer Bouhanni     | France           | Cofidis             | m.t                |
| 5e               | Greg Van Avermaet  | Belgique         | BMC Racing          | m.t                |
| 6e               | Alexander Kristoff | Norvège          | Katusha             | m.t                |
| 7e               | Heinrich Haussler  | Australie        | IAM                 | m.t                |
| 8e               | Filippo Pozzato    | Italie           | Southeast-Venezuela | m.t                |
| 9e               | Sonny Colbrelli    | Italie           | Bardiani CSF        | m.t                |
| 10e              | Matteo Trentin     | Italie           | Etixx-Quick Step    | m.t                |
| modifier         |                    |                  |                     |                    |

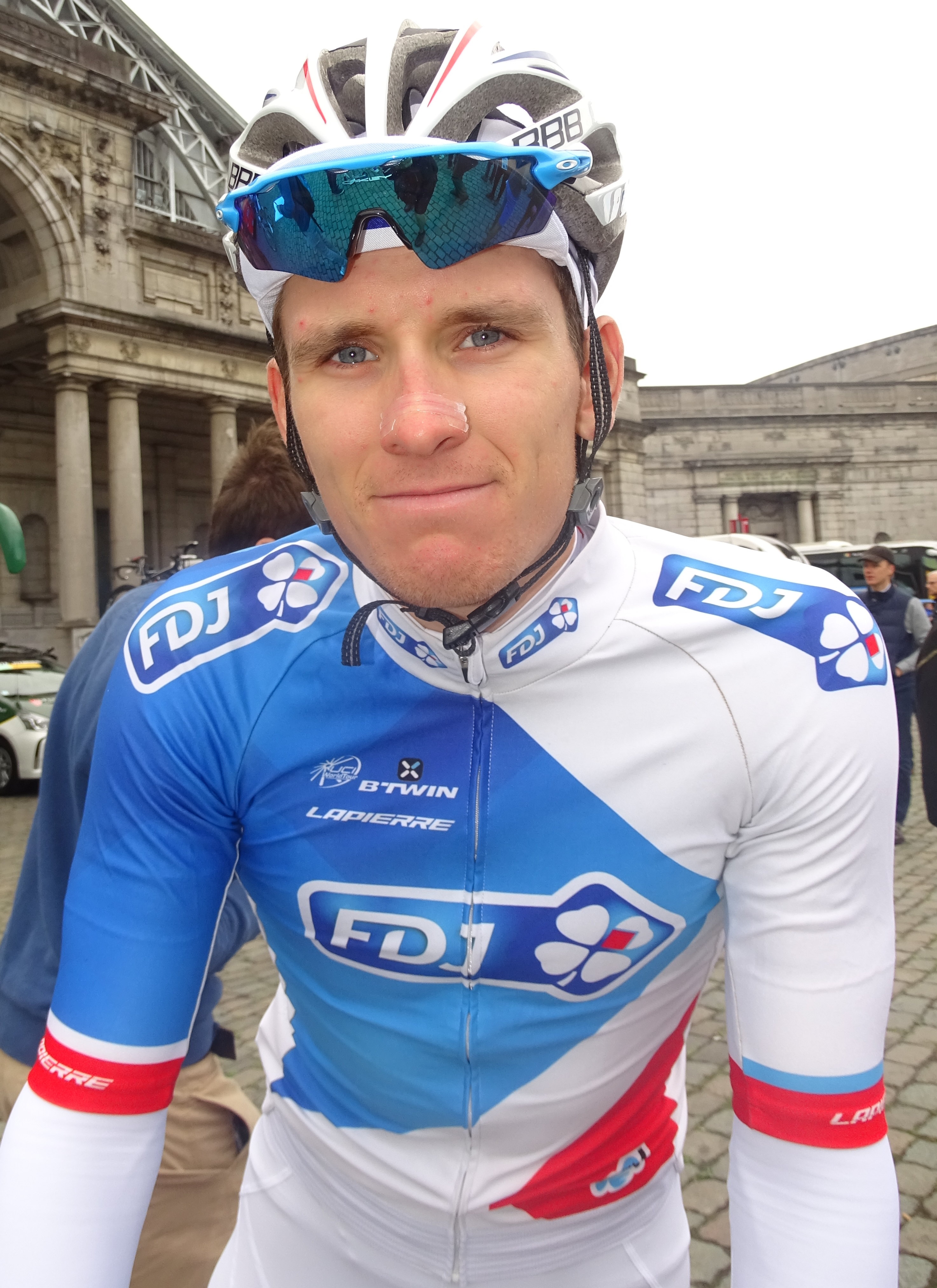
Arnaud Démare (FDJ), ici en 2015, remporte la course au sprint

Le Britannique Simon Yates (Orica-GreenEDGE), initialement 95e, a été déclassé par l'UCI à la suite d'un contrôle positif à la terbutaline lors de Paris-Nice et sa place reste donc vacante.

### UCI World Tour
Ce Milan-San Remo attribue des points pour l'UCI World Tour 2016, par équipes uniquement aux équipes ayant un label WorldTeam, individuellement uniquement aux coureurs des équipes ayant un label WorldTeam.
| Position           | 1er | 2e | 3e | 4e | 5e | 6e | 7e | 8e | 9e | 10e |
| Classement général | 100 | 80 | 70 | 60 | 50 | 40 | 30 | 20 | 10 | 4   |

Ainsi Arnaud Démare (1er) remporte 100 points, Ben Swift (2e) 80 pts, Jürgen Roelandts (3e) 70 pts, Greg Van Avermaet (5e) 50 pts, Alexander Kristoff (6e) 40 pts, Heinrich Haussler (7e) 30 pts et Matteo Trentin (10e) 4 pts. De plus Nacer Bouhanni (4e), Filippo Pozzato (8e) et Sonny Colbrelli (9e) ne remportent pas de points car ils ne font pas partie d'équipes WorldTeams.

#### Classement individuel
Ci-dessous, le classement individuel de l'UCI World Tour à l'issue de la course.
| Rang | Coureur           | Équipe          | Points |
| ---- | ----------------- | --------------- | ------ |
| 1    | Richie Porte      | BMC Racing      | 159    |
| 2    | Greg Van Avermaet | BMC Racing      | 156    |
| 3    | Sergio Henao      | Sky             | 115    |
| 4    | Simon Gerrans     | Orica-GreenEDGE | 112    |
| 5    | Arnaud Démare     | FDJ             | 107    |
| 6    | Geraint Thomas    | Sky             | 104    |
| 7    | Peter Sagan       | Tinkoff         | 89     |
| 8    | Ben Swift         | Sky             | 88     |
| 9    | Alberto Contador  | Tinkoff         | 86     |
| 10   | Jürgen Roelandts  | Lotto-Soudal    | 70     |

#### Classement par pays
Ci-dessous, le classement par pays de l'UCI World Tour à l'issue de la course ainsi que le classement actualisé à la suite de l'annulation des résultats du Britannique Simon Yates (Orica-GreenEDGE) sur Paris-Nice.
| Rang | Pays        | Points |
| ---- | ----------- | ------ |
| 1    | Australie   | 386    |
| 2    | Belgique    | 237    |
| 3    | Royaume-Uni | 231    |
| 4    | Espagne     | 199    |
| 5    | France      | 192    |
| 6    | Colombie    | 121    |
| 7    | Slovaquie   | 89     |
| 8    | Italie      | 83     |
| 9    | Suisse      | 78     |
| 10   | Luxembourg  | 70     |

| Rang | Pays        | Points |
| ---- | ----------- | ------ |
| 1    | Australie   | 386    |
| 2    | Belgique    | 237    |
| 3    | Royaume-Uni | 201    |
| 4    | Espagne     | 199    |
| 5    | France      | 192    |
| 6    | Colombie    | 121    |
| 7    | Slovaquie   | 89     |
| 8    | Italie      | 83     |
| 9    | Suisse      | 78     |
| 10   | Luxembourg  | 70     |

#### Classement par équipes
Ci-dessous, le classement par équipes de l'UCI World Tour à l'issue de la course ainsi que le classement actualisé à la suite de l'annulation des résultats du Britannique Simon Yates (Orica-GreenEDGE) sur Paris-Nice.
| Rang | Équipe           | Points |
| ---- | ---------------- | ------ |
| 1    | Sky              | 333    |
| 2    | BMC Racing       | 322    |
| 3    | Tinkoff          | 249    |
| 4    | FDJ              | 232    |
| 5    | Orica-GreenEDGE  | 176    |
| 6    | Lotto-Soudal     | 120    |
| 7    | Etixx-Quick Step | 119    |
| 8    | Katusha          | 113    |
| 9    | Movistar         | 94     |
| 10   | Cannondale       | 63     |

| Rang | Équipe           | Points |
| ---- | ---------------- | ------ |
| 1    | Sky              | 333    |
| 2    | BMC Racing       | 322    |
| 3    | Tinkoff          | 249    |
| 4    | FDJ              | 232    |
| 5    | Orica-GreenEDGE  | 145    |
| 6    | Lotto-Soudal     | 120    |
| 7    | Etixx-Quick Step | 119    |
| 8    | Katusha          | 113    |
| 9    | Movistar         | 94     |
| 10   | Cannondale       | 63     |

## Liste des participants
- Liste de départ complète

| Légende | Légende                                                                    | Légende | Légende                                                    |
| ------- | -------------------------------------------------------------------------- | ------- | ---------------------------------------------------------- |
| Num     | Dossard de départ porté par le coureur sur ce Milan-San Remo               | Pos     | Position à l'arrivée de la course                          |
|         | Indique un maillot de champion national ou mondial, suivi de sa spécialité | NP      | Indique un coureur qui n'a pas pris le départ de la course |
| AB      | Indique un coureur qui n'a pas terminé la course                           | HD      | Indique un coureur qui a terminé la course hors des délais |
| DSQ     | Indique un coureur qui a été disqualifié de la course                      |         |                                                            |

| Tinkoff TNK                          | Tinkoff TNK               | Tinkoff TNK |
| ------------------------------------ | ------------------------- | ----------- |
| Num                                  | Coureur                   | Pos         |
| 1                                    | Peter Sagan (SVK) (Route) | 12e         |
| 2                                    | Adam Blythe (GBR)         | 168e        |
| 3                                    | Daniele Bennati (ITA)     | AB          |
| 4                                    | Manuele Boaro (ITA)       | 144e        |
| 5                                    | Maciej Bodnar (POL)       | 118e        |
| 6                                    | Oscar Gatto (ITA)         | 65e         |
| 7                                    | Roman Kreuziger (CZE)     | 56e         |
| 8                                    | Matteo Tosatto (ITA)      | 100e        |
| Directeur sportif : Bruno Cenghialta |                           |             |

| AG2R La Mondiale ALM                 | AG2R La Mondiale ALM     | AG2R La Mondiale ALM |
| ------------------------------------ | ------------------------ | -------------------- |
| Num                                  | Coureur                  | Pos                  |
| 11                                   | Jan Bakelants (BEL)      | 16e                  |
| 12                                   | Gediminas Bagdonas (LTU) | 156e                 |
| 13                                   | Axel Domont (FRA)        | 180e                 |
| 14                                   | Patrick Gretsch (GER)    | 150e                 |
| 15                                   | Hugo Houle (CAN)         | 121e                 |
| 16                                   | Matteo Montaguti (ITA)   | 13e                  |
| 17                                   | Christophe Riblon (FRA)  | 87e                  |
| 18                                   | Jesse Sergent (NZL)      | 133e                 |
| Directeur sportif : Artūras Kasputis |                          |                      |

| Androni Giocattoli-Sidermec AND     | Androni Giocattoli-Sidermec AND | Androni Giocattoli-Sidermec AND |
| ----------------------------------- | ------------------------------- | ------------------------------- |
| Num                                 | Coureur                         | Pos                             |
| 21                                  | Franco Pellizotti (ITA)         | 30e                             |
| 22                                  | Giorgio Cecchinel (ITA)         | AB                              |
| 23                                  | Francesco Chicchi (ITA)         | 141e                            |
| 24                                  | Marco Frapporti (ITA)           | 83e                             |
| 25                                  | Francesco Gavazzi (ITA)         | 20e                             |
| 26                                  | Mirko Selvaggi (ITA)            | 53e                             |
| 27                                  | Serghei Tvetcov (ROU) (Route)   | 155e                            |
| 28                                  | Davide Viganò (ITA)             | 52e                             |
| Directeur sportif : Giovanni Ellena |                                 |                                 |

| Astana AST                         | Astana AST                    | Astana AST |
| ---------------------------------- | ----------------------------- | ---------- |
| Num                                | Coureur                       | Pos        |
| 31                                 | Vincenzo Nibali (ITA) (Route) | 33e        |
| 32                                 | Valerio Agnoli (ITA)          | 97e        |
| 33                                 | Lars Boom (NED)               | 25e        |
| 34                                 | Eros Capecchi (ITA)           | 107e       |
| 35                                 | Andriy Grivko (UKR)           | 82e        |
| 36                                 | Laurens De Vreese (BEL)       | 66e        |
| 37                                 | Luis León Sánchez (ESP)       | 11e        |
| 38                                 | Gatis Smukulis (LAT)          | 81e        |
| Directeur sportif : Stefano Zanini |                               |            |

| Bardiani CSF BAR                    | Bardiani CSF BAR         | Bardiani CSF BAR |
| ----------------------------------- | ------------------------ | ---------------- |
| Num                                 | Coureur                  | Pos              |
| 41                                  | Simone Andreetta (ITA)   | 103e             |
| 42                                  | Enrico Barbin (ITA)      | 72e              |
| 43                                  | Nicola Boem (ITA)        | AB               |
| 44                                  | Mirco Maestri (ITA)      | 101e             |
| 45                                  | Sonny Colbrelli (ITA)    | 9e               |
| 46                                  | Stefano Pirazzi (ITA)    | AB               |
| 47                                  | Lorenzo Rota (ITA)       | 112e             |
| 48                                  | Alessandro Tonelli (ITA) | 177e             |
| Directeur sportif : Stefano Zanatta |                          |                  |

| BMC Racing BMC                   | BMC Racing BMC             | BMC Racing BMC |
| -------------------------------- | -------------------------- | -------------- |
| Num                              | Coureur                    | Pos            |
| 51                               | Greg Van Avermaet (BEL)    | 5e             |
| 52                               | Marcus Burghardt (GER)     | 89e            |
| 53                               | Damiano Caruso (ITA)       | 27e            |
| 54                               | Alessandro De Marchi (ITA) | 61e            |
| 55                               | Jempy Drucker (LUX)        | 140e           |
| 56                               | Daniel Oss (ITA)           | 96e            |
| 57                               | Manuel Quinziato (ITA)     | 136e           |
| 58                               | Danilo Wyss (SUI) (Route)  | 71e            |
| Directeur sportif : Valerio Piva |                            |                |

| Bora-Argon 18 BOA                    | Bora-Argon 18 BOA       | Bora-Argon 18 BOA |
| ------------------------------------ | ----------------------- | ----------------- |
| Num                                  | Coureur                 | Pos               |
| 61                                   | Jan Bárta (CZE)         | 70e               |
| 62                                   | Cesare Benedetti (ITA)  | 128e              |
| 63                                   | Sam Bennett (IRL)       | 129e              |
| 64                                   | Patrick Konrad (AUT)    | 90e               |
| 65                                   | Gregor Mühlberger (AUT) | 138e              |
| 66                                   | Dominik Nerz (GER)      | 62e               |
| 67                                   | Rüdiger Selig (GER)     | 105e              |
| 68                                   | Paul Voss (GER)         | 23e               |
| Directeur sportif : Enrico Poitschke |                         |                   |

| Cannondale CPT                     | Cannondale CPT             | Cannondale CPT |
| ---------------------------------- | -------------------------- | -------------- |
| Num                                | Coureur                    | Pos            |
| 71                                 | Alan Marangoni (ITA)       | 152e           |
| 72                                 | Simon Clarke (AUS)         | AB             |
| 73                                 | Kristjan Koren (SLO)       | 98e            |
| 74                                 | Sebastian Langeveld (NED)  | 172e           |
| 75                                 | Moreno Moser (ITA)         | 102e           |
| 76                                 | Ramūnas Navardauskas (LTU) | 41e            |
| 77                                 | Tom-Jelte Slagter (NED)    | 14e            |
| 78                                 | Dylan van Baarle (NED)     | 69e            |
| Directeur sportif : Fabrizio Guidi |                            |                |

| CCC Sprandi Polkowice CCC              | CCC Sprandi Polkowice CCC      | CCC Sprandi Polkowice CCC |
| -------------------------------------- | ------------------------------ | ------------------------- |
| Num                                    | Coureur                        | Pos                       |
| 81                                     | Víctor de la Parte (ESP)       | 125e                      |
| 82                                     | Adrian Honkisz (POL)           | 170e                      |
| 83                                     | Adrian Kurek (POL)             | 173e                      |
| 84                                     | Jarosław Marycz (POL)          | 109e                      |
| 85                                     | Bartłomiej Matysiak (POL)      | 106e                      |
| 86                                     | Nikolay Mihaylov (BUL) (Route) | 176e                      |
| 87                                     | Simone Ponzi (ITA)             | 73e                       |
| 88                                     | Davide Rebellin (ITA)          | 21e                       |
| Directeur sportif : Gabriele Missaglia |                                |                           |

| Cofidis COF                     | Cofidis COF              | Cofidis COF |
| ------------------------------- | ------------------------ | ----------- |
| Num                             | Coureur                  | Pos         |
| 91                              | Nacer Bouhanni (FRA)     | 4e          |
| 92                              | Jérôme Cousin (FRA)      | AB          |
| 93                              | Arnold Jeannesson (FRA)  | 36e         |
| 94                              | Christophe Laporte (FRA) | 85e         |
| 95                              | Cyril Lemoine (FRA)      | AB          |
| 96                              | Luis Ángel Maté (ESP)    | 115e        |
| 97                              | Julien Simon (FRA)       | 114e        |
| 98                              | Geoffrey Soupe (FRA)     | 38e         |
| Directeur sportif : Didier Rous |                          |             |

| Dimension Data DDD                | Dimension Data DDD                 | Dimension Data DDD |
| --------------------------------- | ---------------------------------- | ------------------ |
| Num                               | Coureur                            | Pos                |
| 101                               | Edvald Boasson Hagen (NOR) (Route) | 26e                |
| 102                               | Mark Cavendish (GBR)               | 110e               |
| 103                               | Steve Cummings (GBR)               | 77e                |
| 104                               | Nathan Haas (AUS)                  | AB                 |
| 105                               | Reinardt Janse van Rensburg (RSA)  | 92e                |
| 106                               | Serge Pauwels (BEL)                | AB                 |
| 107                               | Mark Renshaw (AUS)                 | 139e               |
| 108                               | Jay Robert Thomson (RSA)           | 174e               |
| Directeur sportif : Roger Hammond |                                    |                    |

| Etixx-Quick Step EQS               | Etixx-Quick Step EQS     | Etixx-Quick Step EQS |
| ---------------------------------- | ------------------------ | -------------------- |
| Num                                | Coureur                  | Pos                  |
| 111                                | Tom Boonen (BEL)         | 55e                  |
| 112                                | Gianluca Brambilla (ITA) | 80e                  |
| 113                                | Fernando Gaviria (COL)   | 79e                  |
| 114                                | Fabio Sabatini (ITA)     | 78e                  |
| 115                                | Zdeněk Štybar (CZE)      | 142e                 |
| 116                                | Matteo Trentin (ITA)     | 10e                  |
| 117                                | Stijn Vandenbergh (BEL)  | 67e                  |
| 118                                | Julien Vermote (BEL)     | AB                   |
| Directeur sportif : Davide Bramati |                          |                      |

| FDJ                                  | FDJ                       | FDJ  |
| ------------------------------------ | ------------------------- | ---- |
| Num                                  | Coureur                   | Pos  |
| 121                                  | Arnaud Démare (FRA)       | 1er  |
| 122                                  | William Bonnet (FRA)      | 165e |
| 123                                  | Mickaël Delage (FRA)      | 163e |
| 124                                  | Ignatas Konovalovas (LTU) | 68e  |
| 125                                  | Matthieu Ladagnous (FRA)  | 86e  |
| 126                                  | Kévin Réza (FRA)          | 93e  |
| 127                                  | Anthony Roux (FRA)        | 63e  |
| 128                                  | Arthur Vichot (FRA)       | 18e  |
| Directeur sportif : Frédéric Guesdon |                           |      |

| IAM                              | IAM                               | IAM  |
| -------------------------------- | --------------------------------- | ---- |
| Num                              | Coureur                           | Pos  |
| 131                              | Martin Elmiger (SUI)              | 43e  |
| 132                              | Heinrich Haussler (AUS)           | 7e   |
| 133                              | Reto Hollenstein (SUI)            | 161e |
| 134                              | Leigh Howard (AUS)                | 47e  |
| 135                              | Roger Kluge (GER)                 | 116e |
| 136                              | Jarlinson Pantano (COL)           | 32e  |
| 137                              | Vicente Reynés (ESP)              | 39e  |
| 138                              | Aleksejs Saramotins (LAT) (Route) | 48e  |
| Directeur sportif : Mario Chiesa |                                   |      |

| Lampre-Merida LAM                | Lampre-Merida LAM     | Lampre-Merida LAM |
| -------------------------------- | --------------------- | ----------------- |
| Num                              | Coureur               | Pos               |
| 141                              | Diego Ulissi (ITA)    | 58e               |
| 142                              | Matteo Bono (ITA)     | 147e              |
| 143                              | Mattia Cattaneo (ITA) | 146e              |
| 144                              | Davide Cimolai (ITA)  | 108e              |
| 145                              | Roberto Ferrari (ITA) | 120e              |
| 146                              | Sacha Modolo (ITA)    | 104e              |
| 147                              | Manuele Mori (ITA)    | AB                |
| 148                              | Federico Zurlo (ITA)  | AB                |
| Directeur sportif : Mario Scirea |                       |                   |

| Lotto-Soudal LTS                  | Lotto-Soudal LTS       | Lotto-Soudal LTS |
| --------------------------------- | ---------------------- | ---------------- |
| Num                               | Coureur                | Pos              |
| 151                               | Jens Debusschere (BEL) | 35e              |
| 152                               | Tony Gallopin (FRA)    | 34e              |
| 153                               | Adam Hansen (AUS)      | 117e             |
| 154                               | Pim Ligthart (NED)     | 126e             |
| 155                               | Jürgen Roelandts (BEL) | 3e               |
| 156                               | Marcel Sieberg (GER)   | 166e             |
| 157                               | Jelle Vanendert (BEL)  | 88e              |
| 158                               | Lars Bak (DEN)         | 135e             |
| Directeur sportif : Herman Frison |                        |                  |

| Movistar MOV                                   | Movistar MOV                     | Movistar MOV |
| ---------------------------------------------- | -------------------------------- | ------------ |
| Num                                            | Coureur                          | Pos          |
| 161                                            | Alejandro Valverde (ESP) (Route) | 15e          |
| 162                                            | Andrey Amador (CRC)              | 46e          |
| 163                                            | Winner Anacona (COL)             | 113e         |
| 164                                            | Carlos Betancur (COL)            | AB           |
| 165                                            | Juan José Lobato (ESP)           | 143e         |
| 166                                            | Dayer Quintana (COL)             | 28e          |
| 167                                            | Francisco Ventoso (ESP)          | 134e         |
| 168                                            | Giovanni Visconti (ITA)          | 45e          |
| Directeur sportif : José Vicente García Acosta |                                  |              |

| Orica-GreenEDGE OGE               | Orica-GreenEDGE OGE           | Orica-GreenEDGE OGE |
| --------------------------------- | ----------------------------- | ------------------- |
| Num                               | Coureur                       | Pos                 |
| 171                               | Michael Matthews (AUS)        | 59e                 |
| 172                               | Michael Albasini (SUI)        | 122e                |
| 173                               | Sam Bewley (NZL)              | AB                  |
| 174                               | Daryl Impey (RSA)             | 167e                |
| 175                               | Christopher Juul Jensen (DEN) | 171e                |
| 176                               | Jens Keukeleire (BEL)         | 159e                |
| 177                               | Luka Mezgec (SLO)             | 157e                |
| 178                               | Simon Yates (GBR)             | DSQ                 |
| Directeur sportif : Matthew White |                               |                     |

| Southeast-Venezuela STH         | Southeast-Venezuela STH | Southeast-Venezuela STH |
| ------------------------------- | ----------------------- | ----------------------- |
| Num                             | Coureur                 | Pos                     |
| 181                             | Filippo Pozzato (ITA)   | 8e                      |
| 182                             | Julen Amézqueta (ESP)   | 137e                    |
| 183                             | Manuel Belletti (ITA)   | 148e                    |
| 184                             | Mirko Tedeschi (ITA)    | 149e                    |
| 185                             | Samuele Conti (ITA)     | 178e                    |
| 186                             | Andrea Fedi (ITA)       | 22e                     |
| 187                             | Jakub Mareczko (ITA)    | 179e                    |
| 188                             | Daniel Martínez (COL)   | 123e                    |
| Directeur sportif : Luca Scinto |                         |                         |

| Giant-Alpecin TGA             | Giant-Alpecin TGA     | Giant-Alpecin TGA |
| ----------------------------- | --------------------- | ----------------- |
| Num                           | Coureur               | Pos               |
| 191                           | Bert De Backer (BEL)  | 130e              |
| 192                           | Nikias Arndt (GER)    | AB                |
| 193                           | Roy Curvers (NED)     | 124e              |
| 194                           | Koen de Kort (NED)    | 44e               |
| 195                           | Simon Geschke (GER)   | 19e               |
| 196                           | Tom Stamsnijder (NED) | 131e              |
| 197                           | Albert Timmer (NED)   | AB                |
| 198                           | Zico Waeytens (BEL)   | 64e               |
| Directeur sportif : Marc Reef |                       |                   |

| Katusha KAT                      | Katusha KAT                | Katusha KAT |
| -------------------------------- | -------------------------- | ----------- |
| Num                              | Coureur                    | Pos         |
| 201                              | Alexander Kristoff (NOR)   | 6e          |
| 202                              | Sven Erik Bystrøm (NOR)    | 74e         |
| 203                              | Jacopo Guarnieri (ITA)     | 37e         |
| 204                              | Marco Haller (AUT) (Route) | 127e        |
| 205                              | Sergueï Lagoutine (RUS)    | AB          |
| 206                              | Michael Mørkøv (DEN)       | 54e         |
| 207                              | Simon Špilak (SLO)         | 75e         |
| 208                              | Ángel Vicioso (ESP)        | 76e         |
| Directeur sportif : José Azevedo |                            |             |

| Lotto NL-Jumbo TLJ            | Lotto NL-Jumbo TLJ       | Lotto NL-Jumbo TLJ |
| ----------------------------- | ------------------------ | ------------------ |
| Num                           | Coureur                  | Pos                |
| 211                           | Enrico Battaglin (ITA)   | 9e                 |
| 212                           | Moreno Hofland (NED)     | NP                 |
| 213                           | Tom Leezer (NED)         | 164e               |
| 214                           | Paul Martens (GER)       | 50e                |
| 215                           | Maarten Tjallingii (NED) | 99e                |
| 216                           | Tom Van Asbroeck (BEL)   | 132e               |
| 217                           | Jos van Emden (NED)      | 162e               |
| 218                           | Sep Vanmarcke (BEL)      | 24e                |
| Directeur sportif : Jan Boven |                          |                    |

| Novo Nordisk TNN                      | Novo Nordisk TNN           | Novo Nordisk TNN |
| ------------------------------------- | -------------------------- | ---------------- |
| Num                                   | Coureur                    | Pos              |
| 221                                   | Christopher Williams (AUS) | 154e             |
| 222                                   | Kevin De Mesmaeker (BEL)   | 160e             |
| 223                                   | Joonas Henttala (FIN)      | 151e             |
| 224                                   | David Lozano (ESP)         | 94e              |
| 225                                   | Javier Mejías (ESP)        | AB               |
| 226                                   | Andrea Peron (ITA)         | AB               |
| 227                                   | Charles Planet (FRA)       | 158e             |
| 228                                   | Martijn Verschoor (NED)    | 153e             |
| Directeur sportif : Massimo Podenzana |                            |                  |

| Sky SKY                         | Sky SKY                      | Sky SKY |
| ------------------------------- | ---------------------------- | ------- |
| Num                             | Coureur                      | Pos     |
| 231                             | Geraint Thomas (GBR)         | 169e    |
| 232                             | Peter Kennaugh (GBR) (Route) | 49e     |
| 233                             | Michał Kwiatkowski (POL)     | 40e     |
| 234                             | Salvatore Puccio (ITA)       | 60e     |
| 235                             | Luke Rowe (GBR)              | 91e     |
| 236                             | Ian Stannard (GBR)           | 57e     |
| 237                             | Ben Swift (GBR)              | 2e      |
| 238                             | Elia Viviani (ITA)           | 84e     |
| Directeur sportif : Dario Cioni |                              |         |

| Trek-Segafredo TFS                | Trek-Segafredo TFS      | Trek-Segafredo TFS |
| --------------------------------- | ----------------------- | ------------------ |
| Num                               | Coureur                 | Pos                |
| 241                               | Fabian Cancellara (SUI) | 31e                |
| 242                               | Eugenio Alafaci (ITA)   | 175e               |
| 243                               | Niccolò Bonifazio (ITA) | 17e                |
| 244                               | Marco Coledan (ITA)     | 145e               |
| 245                               | Fabio Felline (ITA)     | 51e                |
| 246                               | Giacomo Nizzolo (ITA)   | 42e                |
| 247                               | Yaroslav Popovych (UKR) | 119e               |
| 248                               | Grégory Rast (SUI)      | 111e               |
| Directeur sportif : Adriano Baffi |                         |                    |